# بوکر بی، نیو ساوت ولز
بوکر بی (به انگلیسی: Booker Bay) یک حومه شهر در استرالیا است که در نیو ساوت ولز واقع شده‌است.